# DVD-RW

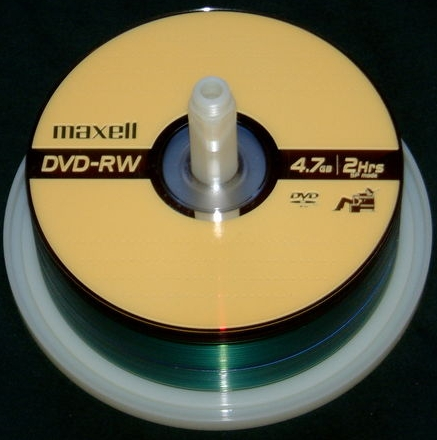
Terrina de DVD-RW.

Un  DVD-RW  (guió-regravable) és un DVD regravable, és a dir, és un tipus de suport en el que es pot gravar i esborrar la informació diverses vegades. La capacitat estàndard és de 4,7 GB.
Va ser creat per Pioneer el novembre de 1999 i és el format contraposat al DVD+RW, recolzat també per Panasonic, Toshiba, Hitachi, NEC, Samsung, Sharp, Apple Computer i el DVD Forum. El  DVD-RW  guarda una analogia amb el  CD-RW , per la qual cosa permet que la seva informació sigui gravada, esborrada i regrabada diverses vegades, això és un avantatge respecte al DVD-R, ja que, amb el software apropiat, es pot utilitzar com un disquet de 4,7GB.

## Característiques
La mesura de la seva velocitat es realitza mitjançant múltiples de 1.350 Kbytes per segon. És a dir, si un gravador de DVD, té una capacitat de transferència de dades de 6x, significa que és capaç de gravar a una velocitat de 6x1350 = 8100 Kbytes per segon.

### Temps mitjans de gravació
| Velocitat de la unitat | Velocitat de dades | Velocitat de dades | Temps d'escriptura de disc | Taxa de CD equivalent | Velocitat de lectura |
| ---------------------- | ------------------ | ------------------ | -------------------------- | --------------------- | -------------------- |
| 1×                     | 11.08 Mbit/s       | 1.385 MB/s         | 53 min                     | 9×                    | 8×–18×               |
| 2×                     | 22.16 Mbit/s       | 2.770 MB/s         | 27 min                     | 18×                   | 20×–24×              |
| 4×                     | 44.32 Mbit/s       | 5.540 MB/s         | 14 min                     | 36×                   | 24×–32×              |
| 5×                     | 55.40 Mbit/s       | 6.925 MB/s         | 11 min                     | 45×                   | 24×–32×              |
| 6×                     | 66.48 Mbit/s       | 8.310 MB/s         | 9 min                      | 54×                   | 24×–32×              |
| 8×                     | 88.64 Mbit/s       | 11.080 MB/s        | 7 min                      | 72×                   | 32×–40×              |
| 10×                    | 110.80 Mbit/s      | 13.850 MB/s        | 6 min                      | 90×                   | 32×–40×              |
| 16×                    | 177.28 Mbit/s      | 22.160 MB/s        | 4 min                      | 144×                  | 32×–40×              |
| 18×                    | 199.44 Mbit/s      | 24.930 MB/s        | 3 min                      | 162×                  | 32×–40×              |
| 20×                    | 221.60 Mbit/s      | 27.700 MB/s        | 2 min                      | 180×                  | 32×–40×              |
| 24×                    | 265.92 Mbit/s      | 33.240 MB/s        | 2 min                      | 216×                  | 32×–48×              |

Notes:
- La velocitat de gir real de DVD 1 × és 3 vegades el del CD 1 ×
- El temps d'escriptura de discs a la taula no inclou la sobrecàrrega, l'execució, etc.